# Kozioł europejski
Kozioł europejski (Capra prisca), też Koza pierwotna – gatunek ssaka parzystokopytnego z rodziny wołowatych (Bovidae). Został opisany w 1915 roku przez Adametza w oparciu o szczątki pochodzące z Galicji i uznany za przodka współczesnych kóz domowych. Prawdopodobnie jest blisko spokrewniony z kozą bezoarową. Ślady udomowienia i wykorzystywania kóz pierwotnych jako zwierząt produkcyjnego pochodzą z neolitu, sprzed około 6000–2000 p.n.e. Potomkowie pierwotnych Capra prisca są obecnie licznie hodowane – w Grecji stanowią około 75% wszystkich kóz, a ich populacja wynosi około 5 200 000 osobników.